# Copa do Mundo de Críquete
A Copa do Mundo de Críquete é o principal torneio de críquete do mundo. Recentemente vem sendo realizada a cada 4 anos, sendo disputada nos moldes do One Day International de críquete. O evento é organizado pela entidade que comanda o esporte, o Conselho Internacional de Críquete (em inglês: Internatonal Cricket Council - ICC).
Essa competição é a quarta mais vista no mundo, estando atrás das Olimpíadas de Verão, da Copa do Mundo FIFA de Futebol e da Copa do Mundo de Rugby Union.
Para se fazer presente ao evento de 2019, as seleções precisaram ficar entre as sete melhores colocadas no ICC One Day International rankings, juntando-se assim ao país sede do evento e às duas primeiras posicionadas no Cricket World Cup Qualifier de 2018. Para a edição de 2023 desta competição, serão mantidas o total de dez vagas na competição e no mesmo formato qualificatório que a anterior.
Este evento tem por tradição ser realizado no primeiro semestre, geralmente entre os meses de fevereiro e março. Entretanto, a edição de 2019 desta competição foi disputada entre os meses de maio e julho. Por sua vez, em razão da pandemia provocada pela COVID-19, a edição de 2023 acabou sendo postergada para o período compreendido entre 5 de outubro e 19 de novembro do mesmo ano.

## História
O primeiro amistoso tipo test match oficial a ser disputado foi entre as seleções do Canadá e os Estados Unidos, em 24 e 25 de Setembro de 1844. No entanto, muitos creditam como o primeiro test match o jogo disputado entre a Austrália e a Inglaterra no ano de 1877. Estas duas equipes competiram regularmente para torneio The Ashes nos anos subsequentes.
Depois da Inglaterra e da Austrália serem admitidas como nações test, a África do Sul teve seu status de nação test admitido em 1889. Poucos anos depois dessa admissão, o críquete também foi incluído como esporte olímpico nos Jogos Olímpicos de Paris-1900, oportunidade na qual o Reino Unido derrotou a França e conquistou a medalha de ouro. Esta foi a única aparição deste esporte na história do movimento olímpico.
A primeira competição a nível internacional multilateral foi o Torneio Triangular de 1912, realizado na Inglaterra entre as três nações test da época: Inglaterra, Austrália e África do Sul. O evento não foi um sucesso, uma vez que o verão foi excepcionalmente chuvoso, tornando difícil jogar em campos úmidos descobertos, e os públicos eram baixos, atribuídos a um "excesso de críquete". Nos anos seguintes, os test matches têm sido geralmente organizados como a série bilateral.
O número de países que jogam críquete a nível test aumentou gradualmente ao longo dos anos, com a adição das Índias Ocidentais em 1928, da Nova Zelândia em 1930, da Índia em 1932 e do Paquistão em 1952, mas o críquete internacional continuou a ser jogado como teste bilateral ao longo de três partidas, em quatro ou cinco dias.
No início dos anos 1960, equipes inglesas começaram a jogar uma versão abreviada de críquete, cujas partidas duram apenas um dia. Começando em 1962 com uma competição a eliminar quatro equipes conhecido como o Knock-Out Midlands Cup, e continuando com a edição inaugural de sua Copa em 1963, o ODI cresceu em popularidade na Inglaterra.
O sucesso e a popularidade das competições nacionais de críquete nos jogos tipo ODI na Inglaterra e em outras partes do mundo, levou a ICC a considerar a organização de uma Copa do Mundo de Críquete. A primeira edição deste evento foi realizada em 1975 na Inglaterra, sendo vencida pela seleção do Caribe, que é nomeada pelo nome colonial de Índias Ocidentais. Nos últimos anos, a seleção da Austrália tem sido a mais bem sucedida entre os times que venceram o torneio, com cinco conquistas. As Índias Ocidentais e a Índia ganharam duas vezes. As representações da Inglaterra, Paquistão e Sri Lanka possuem um título cada.

## Edições
Segue-se, abaixo, o histórico das edições desta competição.
| Ano           | Sede                                                        | Final                                                          | Final                                                       | Final                                                                                          |
| Ano           | Sede                                                        | Vencedor                                                       | Resultado                                                   | Vice                                                                                           |
| ------------- | ----------------------------------------------------------- | -------------------------------------------------------------- | ----------------------------------------------------------- | ---------------------------------------------------------------------------------------------- |
| 1975 Detalhes | Inglaterra                                                  | Índias Ocidentais 291 corridas para 8 wickets (em 60 overs)    | Índias Ocidentais ganhou por 17 corridas Reporte            | Austrália 274 corridas all out (em 58.4 overs)                                                 |
| 1979 Detalhes | Inglaterra                                                  | Índias Ocidentais 286 corridas para 9 wickets (em 60 overs)    | Índias Ocidentais ganhou por 82 corridas Reporte            | Inglaterra 194 corridas all out (em 51 overs)                                                  |
| 1983 Detalhes | Inglaterra                                                  | Índia 183 corridas all out (em 54.4 overs)                     | Índia ganhou por 43 corridas Reporte                        | Índias Ocidentais 140 corridas all out (em 52 overs)                                           |
| 1987 Detalhes | Índia e Paquistão                                           | Austrália 253 corridas para 5 wickets (em 50 overs)            | Austrália ganhou por 7 corridas Reporte                     | Inglaterra 246 corridas para 8 wickets (em 50 overs)                                           |
| 1992 Detalhes | Austrália e Nova Zelândia                                   | Paquistão 249 corridas para 6 wickets (em 50 overs)            | Paquistão ganhou por 22 corridas Reporte                    | Inglaterra 227 corridas all out (em 49.2 overs)                                                |
| 1996 Detalhes | Índia, Paquistão e Sri Lanka                                | Sri Lanka 245 corridas para 3 wickets (em 46.2 overs)          | Sri Lanka ganhou por 7 wickets Reporte                      | Austrália 241 corridas para 7 wickets (em 50 overs)                                            |
| 1999 Detalhes | Inglaterra, Escócia, Irlanda, Países Baixos e País de Gales | Austrália 133 corridas para 2 wickets (em 20.1 overs)          | Austrália ganhou por 8 wickets Reporte                      | Paquistão 132 corridas all out (em 39 overs)                                                   |
| 2003 Detalhes | África do Sul, Zimbabwe e Quênia                            | Austrália 359 corridas para 2 wickets (em 50 overs)            | Austrália ganhou por 125 corridas Reporte                   | Índia 234 corridas all out (em 39.2 overs)                                                     |
| 2007 Detalhes | Índias Ocidentais                                           | Austrália 281 corridas para 4 wickets (em 38 overs)            | Austrália ganhou por 53 corridas pelo Método D/L *1 Reporte | Sri Lanka 215 corridas para 8 wickets (em 36 overs)                                            |
| 2011 Detalhes | Bangladesh, Índia e Sri Lanka                               | Índia 277 corridas para 4 wickets (em 48.2 overs)              | Índia ganhou por 6 wickets Reporte                          | Sri Lanka 274 corridas para 6 wickets (em 50 overs)                                            |
| 2015 Detalhes | Austrália e Nova Zelândia                                   | Austrália 186 corridas para 3 wickets (em 33.1 overs)          | Austrália ganhou por 7 wickets Reporte                      | Nova Zelândia 183 corridas all out (em 45 overs)                                               |
| 2019 Detalhes | Inglaterra e País de Gales                                  | Inglaterra 241 corridas (em 50 overs) 15 corridas (Super Over) | Inglaterra ganhou pelo método Super Over *2 Reporte         | Nova Zelândia 241 corridas para 8 wickets (em 50 overs) 15 corridas para 1 wicket (Super Over) |
| 2023 Detalhes | Índia                                                       | Austrália 241 corridas para 4 wickets (em 43 overs)            | Austrália ganhou por 6 wickets Reporte                      | Índia 240 corridas all out (em 50 overs)                                                       |
| 2027 Detalhes | África do Sul, Namíbia e Zimbabwe                           | A disputar                                                     | A disputar                                                  | A disputar                                                                                     |
| 2031 Detalhes | Bangladesh e Índia                                          | A disputar                                                     | A disputar                                                  | A disputar                                                                                     |

* Observações: 1) o método Duckworth-Lewis foi usado devido as condições de tempo desfavoráveis ao jogo; 2) o método Super Over foi usado após empate na partida decisiva.

## Participações
Segue-se, abaixo, o histórico das seleções que participaram desta competição.

### Performance das seleções
| Seleção                | 1975 (8) | 1979 (8) | 1983 (8) | 1987 (8) | 1992 (9) | 1996 (12) | 1999 (12) | 2003 (14) | 2007 (16) | 2011 (14) | 2015 (14) | 2019 (10) | 2023 (10) | 2027 (14)         | 2031 (14) |
| ---------------------- | -------- | -------- | -------- | -------- | -------- | --------- | --------- | --------- | --------- | --------- | --------- | --------- | --------- | ----------------- | --------- |
| Afeganistão            | -        | -        | -        | -        | -        | -         | -         | -         | -         | -         | FG        | FG        | FG        | -                 | -         |
| África do Sul          | -        | -        | -        | -        | SF       | QF        | SF        | FG        | SF        | QF        | SF        | FG        | SF        | CL                | -         |
| África Oriental        | FG       | -        | -        | -        | -        | -         | -         | -         | -         | -         | -         | -         | -         | -                 | -         |
| Austrália              | 2º       | FG       | FG       | 1º       | FG       | 2º        | 1º        | 1º        | 1º        | QF        | 1º        | SF        | 1º        | -                 | -         |
| Bangladesh             | -        | -        | -        | -        | -        | -         | FG        | FG        | S8        | FG        | QF        | FG        | FG        | -                 | CL        |
| Bermudas               | -        | -        | -        | -        | -        | -         | -         | -         | FG        | -         | -         | -         | -         | -                 | -         |
| Canadá                 | -        | FG       | -        | -        | -        | -         | -         | FG        | FG        | FG        | -         | -         | -         | -                 | -         |
| Escócia                | -        | -        | -        | -        | -        | -         | FG        | -         | FG        | -         | FG        | -         | -         | -                 | -         |
| Emirados Árabes Unidos | -        | -        | -        | -        | -        | FG        | -         | -         | -         | -         | -         | -         | -         | -                 | -         |
| Índia                  | FG       | FG       | 1º       | SF       | FG       | SF        | S6        | 2º        | FG        | 1º        | SF        | SF        | 2º        | -                 | CL        |
| Índias Ocidentais      | 1º       | 1º       | 2º       | FG       | FG       | SF        | FG        | FG        | S8        | QF        | QF        | FG        | -         | -                 | -         |
| Inglaterra             | SF       | 2º       | SF       | 2º       | 2º       | QF        | FG        | FG        | S8        | QF        | FG        | 1º        | FG        | -                 | -         |
| Irlanda                | -        | -        | -        | -        | -        | -         | -         | -         | S8        | FG        | FG        | -         | -         | -                 | -         |
| Namíbia                | -        | -        | -        | -        | -        | -         | -         | FG        | -         | -         | -         | -         | -         | [ nota 3 ] [ 14 ] | -         |
| Nova Zelândia          | SF       | SF       | FG       | FG       | SF       | QF        | SF        | S6        | SF        | SF        | 2º        | 2º        | SF        | -                 | -         |
| Países Baixos          | -        | -        | -        | -        | -        | FG        | -         | FG        | FG        | FG        | -         | -         | FG        | -                 | -         |
| Paquistão              | FG       | SF       | SF       | SF       | 1º       | QF        | 2º        | FG        | FG        | SF        | QF        | FG        | FG        | -                 | -         |
| Quênia                 | -        | -        | -        | -        | -        | FG        | FG        | SF        | FG        | FG        | -         | -         | -         | -                 | -         |
| Sri Lanka              | FG       | FG       | FG       | FG       | FG       | 1º        | FG        | SF        | 2º        | 2º        | QF        | FG        | FG        | -                 | -         |
| Zimbabwe               | -        | -        | FG       | FG       | FG       | FG        | S6        | S6        | FG        | FG        | FG        | -         | -         | CL                | -         |

Convenções: FG = Fase de grupos/Fase inicial/Fase classificatória; S6 = Super Six (disputada em 1999 e 2003); S8 = Super Eight (disputada em 2007); QF = Quartas-de-final (disputada em 1996, 2011 e 2015); CL = Seleções classificadas para as próximas edições da Copa do Mundo de Críquete.

### Países estreantes
| Ano  | Equipes | Seleção                                                                                                |
| ---- | ------- | --- |
| 1975 | 8       | África Oriental, Austrália, Índia, Índias Ocidentais, Inglaterra, Nova Zelândia, Paquistão e Sri Lanka |
| 1979 | 8       | Canadá                                                                                                 |
| 1983 | 8       | Zimbabwe                                                                                               |
| 1987 | 8       | Nenhum                                                                                                 |
| 1992 | 9       | África do Sul                                                                                          |
| 1996 | 12      | Emirados Árabes Unidos, Países Baixos e Quênia                                                         |
| 1999 | 12      | Bangladesh e Escócia                                                                                   |
| 2003 | 14      | Namíbia                                                                                                |
| 2007 | 16      | Bermuda e Irlanda                                                                                      |
| 2011 | 14      | Nenhum                                                                                                 |
| 2015 | 14      | Afeganistão                                                                                            |
| 2019 | 10      | Nenhum                                                                                                 |
| 2023 | 10      | Nenhum                                                                                                 |
| 2027 | 14      | A definir                                                                                              |
| 2031 | 14      | A definir                                                                                              |

## Premiações
Ao longo da história desta competição, premiações individuais foram outorgadas aos destaques de cada edição da Copa do Mundo de Críquete.

### Homem do Torneio
Desde 1992, um jogador é declarado como Homem do Torneio (em inglês: Man of the Tournament) após a realização das finais da Copa do Mundo.
- 1992:  Martin Crowe
- 1996:  Sanath Jayasuriya
- 1999:  Lance Klusener
- 2003:  Sachin Tendulkar
- 2007:  Glenn McGrath
- 2011:  Yuvraj Singh
- 2015:  Mitchell Starc
- 2019:  Kane Williamson
- 2023:  Virat Kohli

### Homem da Partida na Final
Não existiam muitas premiações antes de 1992, mas o Homem da Partida (em inglês: Man of the Match) sempre foi entregue ao destaque de cada partida disputada dentro desta competição. Conquistar o Homem da Partida na Final (em inglês: Man of the Match in the Final) é um feito notório, sendo esta premiação outorgada ao jogador que mais tenha se destacado em uma decisão da Copa do Mundo de Críquete.
- 1975:  Clive Lloyd
- 1979:  Viv Richards
- 1983:  Mohinder Amarnath
- 1987:  David Boon
- 1992:  Wasim Akram
- 1996:  Aravinda de Silva
- 1999:  Shane Warne
- 2003:  Ricky Ponting
- 2007:  Adam Gilchrist
- 2011:  Mahendra Singh Dhoni
- 2015:  James Faulkner
- 2019:  Ben Stokes
- 2023:  Travis Head

## Recordes
Ao longo de sua história, a Copa do Mundo de Críquete apresentou os seguintes recordes abaixo listados.

### Batting
Neste posicionamento, destacam-se:
- Mais corridas:  Sachin Tendulkar =  2278 (1992–2011).
- Mais corridas em uma Copa do Mundo:  Sachin Tendulkar = 673 (2003).

### Bowling
Neste posicionamento, destacam-se:
- Mais wickets:  Glenn McGrath = 71 (1996–2007).
- Mais wickets em uma Copa do Mundo:  Mitchell Starc = 27 (2019).

### Campo
No geral dos integrantes em campo, destacam-se:
- Mais destituições (wicket-keeper):  Kumar Sangakkara = 54 (2003–2015).
- Mais destituições (wicket-keeper) em uma Copa do Mundo:  Adam Gilchrist (2003) e  Tom Latham (2019) = 21.
- Mais pegadas (fielder):  Ricky Ponting = 28 (1996–2011).
- Mais pegadas (fielder) em uma Copa do Mundo:  Joe Root = 13 (2019).

### Por equipe
Por cada seleção participante, no geral, destacam-se:
- Maior placar: 417/6 (Austrália ante Afeganistão, em 2015).
- Menor placar: 36 (Canadá ante Sri Lanka, em 2003).
- Aproveitamento:  Austrália = 75.48% (78 vitórias em 105 partidas).
- Vitórias consecutivas:  Austrália = 27 (20 de junho de 1999 – 19 de março de 2011).
- Títulos consecutivos:  Austrália = 3 (1999, 2003 e 2007).